# John Borg (Botaniker)
John Borg (* 9. November 1873 in Balzan; † 4. Mai 1945 auf Malta) war ein maltesisch-britischer Botaniker. Schwerpunkte seiner Arbeit waren die Flora seines Heimatlandes, Kakteen und Agrarfragen. Sein offizielles botanisches Autorenkürzel lautet „Borg“.

## Leben und Wirken
Borg studierte an der Universität Malta, wo er 1894 seinen Magister artium und 1898 seinen M.D. erwarb. Anfangs war er als Mediziner tätig, zunehmend aber wandte er sich der Botanik zu. So wurde er 1900 Superintendent der öffentlichen Grünanlagen und 1919 Superintendent der Landwirtschaftsabteilung. Er war ebenfalls Leiter der in Floriana ansässigen Argotti Botanical Gardens, 1921 übernahm er den Lehrstuhl für Naturgeschichte an der Universität Malta. Während seiner Tätigkeit dort modernisierte er die landwirtschaftliche Forschung des Landes, indem er zum Beispiel Versuchsfelder anlegen ließ und mit der Forschung zu Pflanzenkrankheiten begann.
Neben seiner agrarwissenschaftlichen Tätigkeit zeichnete er sich vor allem durch Forschungen zur Flora und Vegetation der maltesischen Inseln aus. Seine diesbezügliche Tätigkeit schlug sich 1927 in der Veröffentlichung der Descriptive Flora of the Maltese Islands aus dem Jahr nieder, einem bis in die Gegenwart bedeutenden Werk zur maltesischen Flora. Das Werk blieb über das 20. Jahrhundert hinweg maßgeblich und wurde fast 50 Jahre nach der Erstveröffentlichung 1976 noch einmal nachgedruckt.
1933 emeritierte Borg und zog sich von allen öffentlichen Ämtern zurück. Anlässlich seines Todes 1945 würdigte William Bertram Turrill (1890–1961) ihn als „Maltas berühmtesten Botaniker“.
Ein weiterer Schwerpunkt seiner Arbeit waren Kakteen, sein Werk Cacti, a gardener's handbook for their identification and cultivation erfuhr zwei Ausgaben, die bis in die 1960er Jahre noch nachgedruckt wurden.
Borg ist auf dem Friedhof Santa Maria Addolorata in Paola begraben.

## Werke
- Catalogue of Plants cultivated in St. Antonio Gardens. 1896.
- Cultivation and Diseases of Fruit Trees.
- Gardening in Malta.
- Descriptive Flora of the Maltese Islands. 1927.
- Cacti. A gardener's handbook for their identification and cultivation. 1937 / 1951.

## Nachweise
1. 1 2  
Zander, 14. Aufl., S. 685
2. 1 2  Eman Bonnici: Iċ-Ċimiterju ta' Santa Marija Addolorata. Heritage Malta, Kalkara 2019, ISBN 978-99932-57-75-2, S. 223 (maltesisch).
3. 1 2  
W.B.Turrill: John Borg – Obituary In: Nature 156, 7. Juli 1945, S. 14, doi:10.1038/156014a0
4. 1 2  Biographische Angaben aus "Cacti", 2. Ausgabe, Online (Memento des Originals vom 18. April 2015 im Internet Archive)  Info: Der Archivlink wurde automatisch eingesetzt und noch nicht geprüft. Bitte prüfe Original- und Archivlink gemäß Anleitung und entferne dann diesen Hinweis.
5. ↑  
D. G. Frodin: Guide to standard floras of the world, 2001, ISBN 978-0-521-79077-2, S. 629